# Gobernación de Georgia-Imericia
La gobernación de Georgia-Imericia (en ruso: Грузино-Имеретинская губерния) fue una gubernia del Imperio ruso con capital en Tiflis. Se corresponde globalmente a una parte de las modernas Georgia, Armenia y Azerbaiyán.

## Historia
La gobernación fue creada durante la reorganización de Transcaucasia en 1840 por reagrupación de la gubernia de Georgia y de las óblasts de Imericia y de Armenia. Subsistió hasta 1846 cuando fue dividido entonces en las gubernias de Tiflis y de Kutaisi.

## Subdivisiones
Al momento de su creación, comprende ocho uyezds :
- Ajaltsije
- Belokán
- Guria
- Gori
- Elizavétpol
- Kutaisi
- Telavi
- Ereván